# Omar Boutayeb
Omar Boutayeb (Casablanca, 19 april 1994) is een Marokkaanse voetballer die bij voorkeur als vleugelverdediger speelt. Hij stroomde in de zomer van 2014 door vanuit de jeugdopleiding van Raja Casablanca.
1 Zniti  ·
2 Douik ·
4 Gael Ngah ·
5 Moutouali ·
6 Ngoma ·
7 Islah ·
8 Al-Warfali ·
10 Benhalib ·
11 Jabroun ·
12 El Haddaoui ·
13 Benoun ·
15 Haddad ·
17 Ahadad ·
18 Hafidi ·
19 Malango ·
20 Jbira ·
21 Rahimi ·
22 Bouamira ·
25 Boutayeb ·
30 Nanah ·
55 Achchakir ·
96 Arjoune ·
98 El Wardi ·
Coach: vacant
· Assistent-coach: Safri